# Operațiunea Paula
Unternehmen Paula (Operațiunea Paula) este numele de cod al unei ofensive al Luftwaffe din timpul celei de-a doua conflagrații mondiale care a avut ca obiectiv distrugerea ultimelor unități ale Armée de l'Air (ALA – Forțele Aeriene Franceze), pentru asigurarea victoriei în Bătălia Franței din 1940. Pe 10 mai 1940, forțele terestre germane (Wehrmacht) au declanșat invazia în Europa Occidentală. Până pe 3 iunie,  Corpul Expediționar Britanic (BEF) a fost evacuat prin Dunkerque în timpul Operațiunii Dynamo, Țările de Jos și Belgia au capitulat, iar cea mai mare parte a forțelor terestre franceze fusese distrusă – soldații fuseseră uciși sau căzuseră prizonieri. În vederea desăvârșirii înfrângerii Franței, comandanții germani au organizat o a doua fază a operațiunilor militare - Fall Rot – în cursul căreia trebuiau cucerite ultimele regiuni rămase sub controlul francezilor. Pentru asigurarea succesului operațiunii, era necesară obținerea superiorității aeriene. Luftwaffe a primit sarcina să distrugă Forțele Aeriene Franceze și să asigure în același timp sprijinul aerian al forțelor terestre proprii. 
Efectivele repartizate operațiunii au fost cinci corpuri aeriene, cu un efectiv de 1.100 de aparate de zbor. Operațiunea a fost lansată pe 3 iunie 1940. Serviciile de informații britanice au reușit să îi avertizeze la timp pe francezi cu privire la iminența atacului, iar rezultatele operațiunii germane au fost departe de ceea ce dorise Oberkommando der Luftwaffe. Din fericire pentru Luftwaffe, eșecul operațiunii nu a influențat în final înfrângerea definitivă a Franței, dată fiind starea de slăbiciunea a forțelor sale terestre și aeriene franceze în această fază a luptelor.

## Contextul general
După ce Franța și Regatul Unit au declarat război Germaniei Naziste ca urmare a invaziei Poloniei, s-a desfășurat ceea ce istoricii aveau să numească Războiul ciudat de-a lungul frontului de vest – nouă luni de inactivitate militară. Singura acțiune militară notabilă a fost Ofensiva din Saar, care a încetat în condiții controversate. După înfrângerea Poloniei din octombrie 1939, planificatorii militari din cadrul Oberkommando der Luftwaffe și Oberkommando der Wehrmacht și-au îndreptat atenția asupra Europei Occidentale.
Aliații occidentali au pierdut inițiativa strategică, preluată de germani în 1940. Statul Major General german a conceput mai multe proiecte de plan de operațiuni. Șeful Marelui Stat Major al forțelor terestre, generalul  Franz Halder, a prezentat primul plan cu numele de cod was Aufmarschanweisung N°1, Fall Gelb (Instrucțiunile de desfășurare  a trupelor No. 1, Cazul galben).  Planul prevedea o operațiune limitată în timpul căreia Luxemburgul și Țările de Jos trebuiau ocupate pentru asigurarea unei baze de plecare pentru viitoarele atacuri împotriva Franței. Era de fapt o reeditarea a planului Schlieffen din timpul primei conflagrații mondiale, care dusese la impasul de pe frontul de vest și în final la pierderea războiului de către germani. Acest plan a fost respins de Adolf Hitler și, la finalul aceluiași an, șeful Statului Major al Grupului de Armate A,  Erich von Manstein, i-a reținut atenția lui Hitler cu o nouă versiune a planului. Aceasta prevedea un atac impetuos prin Ardeni. Acest atac urma să fie realizat de majoritatea unităților mecanizate și de tancuri (Divizii Panzer), care și-ar fi croit drum până la malurile Canalului Mânecii). Pentru mascarea atacului principal urma să fie declanșată o operațiune de diversiune în Belgia și Țările de Jos, prin care forțele aliate trebuiau să fie atrase într-o capcană.
Versiunea revizuită a Unternehmen Gelb (Operațiunea Galben), cunoscut și ca Planul Manstein, a fost lansată cu succes pe 10 mai. Planul german nu și-a atins obiectivul distrugerii Corpul expediționar britanic care, în timpul luptelor de la Dunkerque, a reușit să își evacueze majoritatea efectivelor. În schimb, forțele terestre belgiene și neerlandeze și cea mai mare parte a forțelor de elită franceze au fost anihilate în încercuirea din nordul Franței. Ca urmare, francezii mai dispuneau doar de unități formate din soldați slab instruiți și înarmați care să facă față restului armatei germane. Luftwaffe a jucat un rol de primă importanță în subminarea operațiunilor aliate în această primă fază a atacului. Participarea Luftwaffe a avut o importanță capitală în special în timpul luptelor de la Sedan, după câștigarea căreia germanii au avut calea deschisă pentru victorie. La începutul lunii iunie, asediul trupelor de la Dunkerque a luat sfârșit, iar pe 3 iunie a început atacul pentru cucerirea restului teritoriului francez – operațiunea cu numele de cod Fall Rot (Cazul Roșu). Pentru asigurarea succesului și în această fază a războiului, era necesară asigurarea superiorității aeriene în aceeași măsură ca în timpul derulării Operațiunii Galben.

## Planurile Luftwaffe

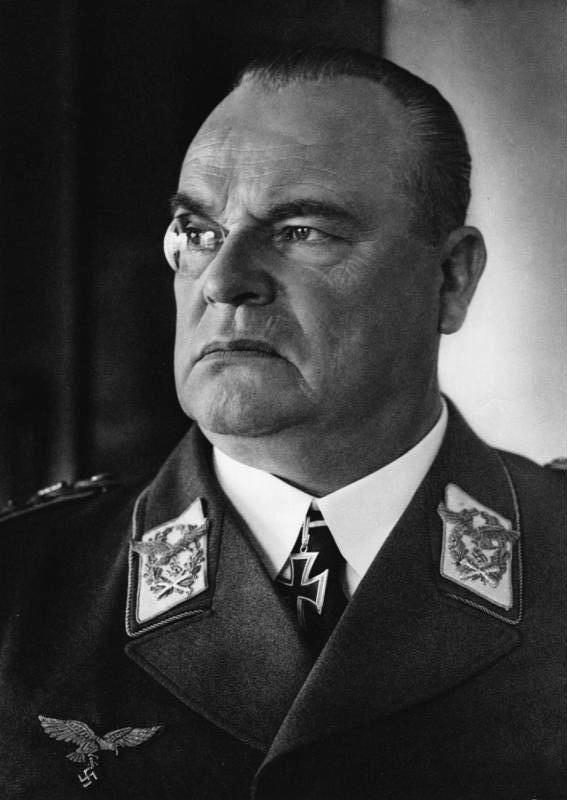
Hugo Sperrle, Comandantul Luftflotte 3

Hugo Sperrle planificase de mai multă vreme un atac împotriva Parisului și, pe 22 mai, el a ordonat Fliegerkorps II și  V (Corpurile Aeriene II și V), Kampfgeschwader 77 (Grupul de bombardament 77) și Kampfgeschwader 28 din cadrul Fliegerdivision (Grupul de bombardament 28 – Divizia aeriană I) să atace Parisul. Operațiunea a fost împiedicată de vremea nefavorabilă. Totuși, Sperrle a ținut să își continue planurile de atac și a ordonat chiar a doua zi, 23 mai,  lui Otto Hoffmann von Waldau și Helmuth von Hoffman, Gruppenkommandeur (comandați de grup) din cadrul Grupului de bombardament 28 să conceapă o operațiune cu numele de cod Paula.
Obiectivele operațiunii erau vaste. În afară de distrugerea aerodromurilor și a fabricilor de avioane din regiunea Parisului,  bombardamentele trebuiau să reușească, conform spuselor lui Waldau, să  „dobândească o influență de dorit asupra moralului Capitalei”. Avioanele de recunoaștere germane au raportat descoperirea a 1.244 avioane staționate pe aeroporturile din jurul Parisului, dintre care 550-600 de avioane cu un singur motor. Toate aceste avioane și fabricile aeronautice din zonă trebuiau distruse. Germanii dispuneau de informații militare detaliate cu privire la amplasarea bateriilor antiaeriene și a instalațiilor de la sol. Operațiunea urma să fie executată pe 30 mai, dar la fel ca și atacul de pe 22 mai, a fost împiedicată de vremea proastă.
Operațiunea a fost compromisă în cele din urmă de lucrul în echipă de slabă calitate și de încrederea excesivă în „invulnerabilitatea” mașinii „Enigma”. Serviciile de informații britanice, care reușiseră să decripteze codul militar german (Ultra), i-au avertizat pe francezi cu privire la iminența atacului. Pe 30 mai, contrainformațiile britanice au interceptat un mesaj trimis de Grauert prin care acesta discuta despre pregătirile pentru atac ordonate corpul său aerian. Traficul dintre comandanții germani interceptat de britanici a conținut numeroase informații despre atac. Oberst Johann-Volkmar Fisser primise ordine pe care le considera incomplete și cerea lămuriri. El a pomenit în corespondența sa de „Paris”. Sperrle a scos grupul aerian la lui Fisser din dispozitivul de luptă inițial aprobat. Toate aceste informații obținute de britanici și transmise francezilor, împreună cu informațiile obținute de serviciile franceze de spionaj au creat aliaților o imagine destul de corectă asupra intențiilor germanilor.

## Efectivele implicate în lupte

### Germanii
Unități din Flotele aeriene 2 și 3 (Luftflotte 2 și  Luftflotte 3) au fost repartizate pentru această operațiune. Atacurile urmau să fie executate de Grupurile de bombardament (Kampfgeschwader) KG 1, KG 2, KG 3, KG 4, KG 54 și KG 55, escortate de Grupurile de vânătoare  (Jagdgeschwader)  JG 2, JG 26, JG 27, JG 53 și Grupurile de distrugătoare (avioane grele de vânătoare,  (Zerstörergeschwader) ZG 2 și  ZG 76.
KG 1, ZG 76 și  LG 1 făceau parte din Corpul Aerian I (I. Fliegerkorps), ZG 2, KG 3 și II./KG 2 din Corpul Aerian II (II. Fliegerkorps), KG 55 și III./KG 54 din Corpul Aerian  IV (IV. Fliegerkorps), KG 51 și JG 26 din Corpul Aerian IX (IX. Fliegerdivision), iar JG 2 și JG 27 din Corpul Aerian VIII (VIII. Fliegerkorps). Jagdfliegerführer 3 a împrumutat  JG 53 pentru executarea operațiunii.
Stab. și I./KG 2 si-a mutat baza la Trier-Euren în vederea executării atacului. I./KG 2 opera de la Wengerohr, iar III./KG 2 a fost mutat la Kirchenburg. Stab. KG 55 opera de la Schwabisch. I., II., III./KG 55 își avea baza la Reims, Heilbronn și respectiv  Eutingen. KG 3 își avea bazele la Aschaffenburg, Schweinfurt și Würzburg. Pană pe 3 iunie, acest grup aerian a fost mutat la baze din Franța, ale căror locații nu sunt cunoscute
. KG 4 își avea subunitățile plasate la Gütersloh, Fassberg și Delmenhorst. Este posibil ca anumite unități ale KG 3 să fi fost mutate în vederea atacului la baze din apropiere de Lille. KG 1 își avea bazele la Giessen, Kirtorf și Ettinghausen. Este de asemenea posibil ca anumite unități ale aKG 1 să fi fost mutate pe unele aeroporturi franceze capturare până pe 3 iunie, cel mai probabil la Rosières-en-Santerre.  Din partea grupului KG 54 a luat efectiv parte la raid doar I./KG 54). KG 54 și-a avut bazele cel mai probabil pe aeroporturi capturate de la francezi în nordul Franței. Inițial, grupul și-a avut baza la Köln-Ostheim. Unitățile de vânătoare au fost plasate pe următoarele aeroporturi: Abbeville (ZG 76); Darmstadt, Neufchâteau, Freiburg (ZG 2); Le Touquet, La Capelle, Étaples (JG 26); Couvron, Oulchy-le-Château, (JG 2); Guise (JG 27); Épernay, Douzy, Charleville-Mézières, La Selve (JG 53).
Pentru executarea raidului au fost repartizate din partea KG 2 99 de bombardiere, iar din partea KG 55, 66 de bobardiere. În total, Luftwaffe a mobilizat pentru operațiune  640 de bombardiere și 460 de avioane de vânâtoare.

### Francezii
Pentru asigurarea apărării aeriene a zonei metropolitane a Parisului fusese creată Zone d'Opérations Aériennes Nord (Z.O.A.N). Această sarcină era asigurată de Grupul de vânătoare I/145 (polonez) (Groupe de Chasse) dotat cu avioane  Caudron C.714 cu baza la Dreux,  G.C. I/1 dotat cu  Bloch MB.152 cu baza la  Chantilly-Les Aigles,  G.C. II/1  dotat cu avioane Bloch 152 cu baza la Brétigny-sur-Orge,  G.C. II/10 dotat cu avioane Bloch 152 cu baza la Bernay-en-Ponthieu și  G.C. III/10 dotat cu avioane Bloch 152 cu baza la Deauville. Alte unități de vânătoare erau dotate cu avioane Dewoitine D.520 și își aveau bazele astfel: G.C. I/3 la Meaux–Esbly, G.C. II/3 la La Ferté-sur-Chiers–Gaucher și G.C. III/3 (dotate și cu Morane-Saulnier M.S.406) la  Illiers-l'Évêque.  Mai aproape de linia frontului erau plasate unitățile  G.C. I/4 cu avioane Curtiss H-75 la Évreux-Fauville, G.C. II/4 cu avioane Curtiss H-75 la Orconte, G.C. I/6 cu avioane Morane 406 la Lognes–Émerainville, G.C. III/7 cu avioane Morane 406 la Coulommiers, G.C. I/8 cu avioane Bloch 152 la Claye-Souilly și G.C. II/9 cu avioane Bloch 152 la Connantre. Aceste unități erau sprijite în luptă de avioane de vânătoare de noapte, (Groupement de Chasse de Nuit,), E.C.M.J. 1/16, E.C.N. 1/13, 2/13, 3/13 și 4/13 dotate cu avioane Potez 631. Aceste Grupuri aveau în total 240 de avioane. Dintre acestea, doar 120 au fost implicate în luptele împotriva atacului german.

## Luptele
Pe 3 iunie, unitățile franceze au fost trecute în condiții de alarmă de luptă cu o oră înainte ca bombardierele germane să decoleze, dar datorită unei proaste organizări, numai o parte a escadrilelor franceze au recepționat semnalul de decolare pentru luptă emis prin radio din Turnul Eiffel, restul fiind surprinse de raid cu aparatele la sol. Până în cele din urmă, doar 80 de avioane au decolat pentru interceptarea formațiile de bombardiere care se apropiau de ținte. Înaintarea formațiunilor germane a fost urmărită îndeaproape de avioanele franceze bimotoare de patrulare Potez 631, dintre care unul a fost doborât în misiune. Germanii aveau să copieze această tactică pentru interceptarea bombardierelor grele americane în timpul campaniei pentru Apărarea Reichului. Aviația de vânătoarea și artileria antiaeriană franceze au reușit să doboare 10 avioane germane, dintre care patru bombardiere. Unul dintre aceste avioane era pilotat de Geschwaderkommodore al  KG 51, Josef Kammhuber. Comodorul a fost rănit și a fost luat prizonier. Kammhuber avea să fie eliberat din prizonierat după capitularea Franței. El a fgot înlocuit la comandă de Geschwaderkommodore Fisser, comandantul KG 77. Fisser avea să fie ucis două luni mai târziu în timpul Bătălia Angliei. Comandantul grupului de vânătoare 3 (Jagdfliegerführer 3) Oberst Gerd von Massow a fost la rândul lui doborât și luat prizonier. El avea să fie înlocuit la comandă de Oberst Werner Junck, până la eliberarea din prizonierat pe 12 iunie 1940. Bombardierele germane au atacat 28 de căi ferate și stații de triaj. În cazul distrugerilor provocate căilor ferate, acestea au fost de mică amploare, rețeaua feroviară funcționând la capacitatea maximă în mai puțin de 24 de ore.
Cele mai multe bombardiere au depășit barajul francez. Ele zburau deja la mare altitudine, un handicap care nu a fost recuperat de avioanele de vânătoare franceze, incapabile să atingă altitudinea necesară pentru intercepție. Luptele directe au fost pu ține, dar unele dintre unitățile franceze au suferit pierderi grele. 
În timpul atacului, germanii au folosit noile bombe incendiare C-250 Flammbombe, care fuseseră aduse pe front doar cu 24 de ore mai devreme. Bombele incendiare au distrus câteva hangare și avioane parcate.

## Urmări
Germanii au considerat că au reușit să dea o lovitură mortală aviației franceze. Analiza operațiunii aeriene făcută de germani a indicat un succes de proporții. Această analiză a sugerat că Luftwaffe a reușit să avarieze grav mai multe fabrici franceze și să distrugă la sol și în luptele aeriene numeroase avioane. Germanii au pretins că au distrus 75 de avioane franceze în luptele aeriene și 400 la sol. Rezultatul raidului a fost într-atât exagerat, încât după acea dată Luftwaffe și-a concentrat atacurile exclusiv împotriva porturilor de pe litoralul de nord al Franței. Distrugerile provocate francezilor au fost mult mai scăzute decât cele pe care le pretinseseră germanii. Doar 20 de avioane (dintre care 16 de vânătoare) au fost distruse la sol și 15 avioane de vânătoare au fost doborâte în luptele aeriene – o rată a pierderilor de 19%. Astfel, rezultă că germanii au exagerat de 4 până la 16 ori distrugerile provocate inamicului. Șase dintre cele 16 aeroporturi vizate au raportat distrugeri mari, iar 15 fabrici au raportat distrugeri minore. În schimb, pierderile de vieți omenești la sol au fost ridicate – francezii au raportat moartea a 254 de oameni și rănirea a altor 652. Francezii au reușit să doboare 10 avioane germane, dintre care 4 bombardiere, însă au raportat doborârea a 16, ceea ce duce la concluzia că ambele tabere și-au exagerat victoriile Germanii au reușit să mai distrugă la sol și 21 de vehicule de tipuri diferite. În ceea ce privește aeroporturile atacate, francezii le-au pus în funcțiunea în mai puțin de 48 de ore.
Deși operațiunea nu și-a atins obiectivele propuse, prima fază a invaziei germane – Operațiunea Galben – a reușit să scoată din luptă cele mai bune unități franceze.  Forțele franceze care apărau regiunea Somme erau formate în principal din rezerviști cu o pregătire slabă de luptă și care nu se bucurau de sprijinul artileriei grele, tancurilor sau infanteriei motorizate. Eșecul operațiunii aeriene germane nu a împiedicat până la urmă Luftwaffe  să obțină superioritatea aeriană la începutul  Operațiunii Roșu (Fall Rot), așa cum nu a împiedicat  Wehrmachtul să înfrângă forțele terestre franceze în iunie 1940. Principalul motiv pentru care germanii au cucerit așa de ușor superioritatea aeriană a fost slaba mobilizare operațională a unităților aeriene franceze. Luftwaffe a avut o superioritate numerică limitată față de francezi la începutul Fall Rot, în condițiile în care fabricile de avioane franceze au reușit să atingă ritmuri de producție maxime. În ciuda unor pierderi de 787 avioane (473 avioane de vânătoare, 120 de bombardiere și 194 de avioane de recunoaștere), francezii aveau disponibile aproximativ 2.000 de aparate de zbor. În prima zi după declanșarea Fall Rot, francezii dispuneau de 2.086 de avioane. 
Din păcate pentru francezi, producția de avioane nu a fost egalată de producția de componente și arme pentru aviație. Din această   cauză, doar 599 de avioane au fost operaționale în acele zile (dintre care 340 de avioane de vânătoare și 170 de bombardiere), adică o rată de doar 29%. After the opening of the offensive, the Operațiunile Luftwaffe în sapțiul aerian francez au fost de neoprit. Superioritatea aeriană germana atinsese asemenea culmi, că unele unități ale Luftwaffe au fost trimise în țară pentru odihnă și refacere. Forțele armate franceze au cedat în doar 22 de zile, iar pe 25 iunie, Franța a capitulat.